# 拉索罗河
拉索罗河（Lasolo）是印度尼西亚苏拉威西岛东南半岛的一条河流，支流包括拉林都河。

## 资料来源
1. ↑  Rand McNally, The New International Atlas, 1993.